# Jobimanukod
Jobimanukod (Manucodia jobiensis) är en fågel i familjen paradisfåglar inom ordningen tättingar.

## Utbredning och systematik
Fågeln förekommer i låglänta områden på norra Nya Guinea och Yapen. Den behandlas som monotypisk, det vill säga att den inte delas in i några underarter.

## Status
IUCN kategoriserar arten som livskraftig.